# Corredor do Poder
Corredor do Poder foi um programa de jornalismo transmitido pela RTP1 de debate político. Era um programa semanal onde eram discutidas todas as situações relevantes do espaço público nacional. 
O programa era moderado pela jornalista Sandra Sousa e contava com a participação de cinco comentadores: Ana Drago, Margarida Botelho, Nuno Melo, Marcos Perestrello e Marco António Costa.